# Jochen Luckhardt

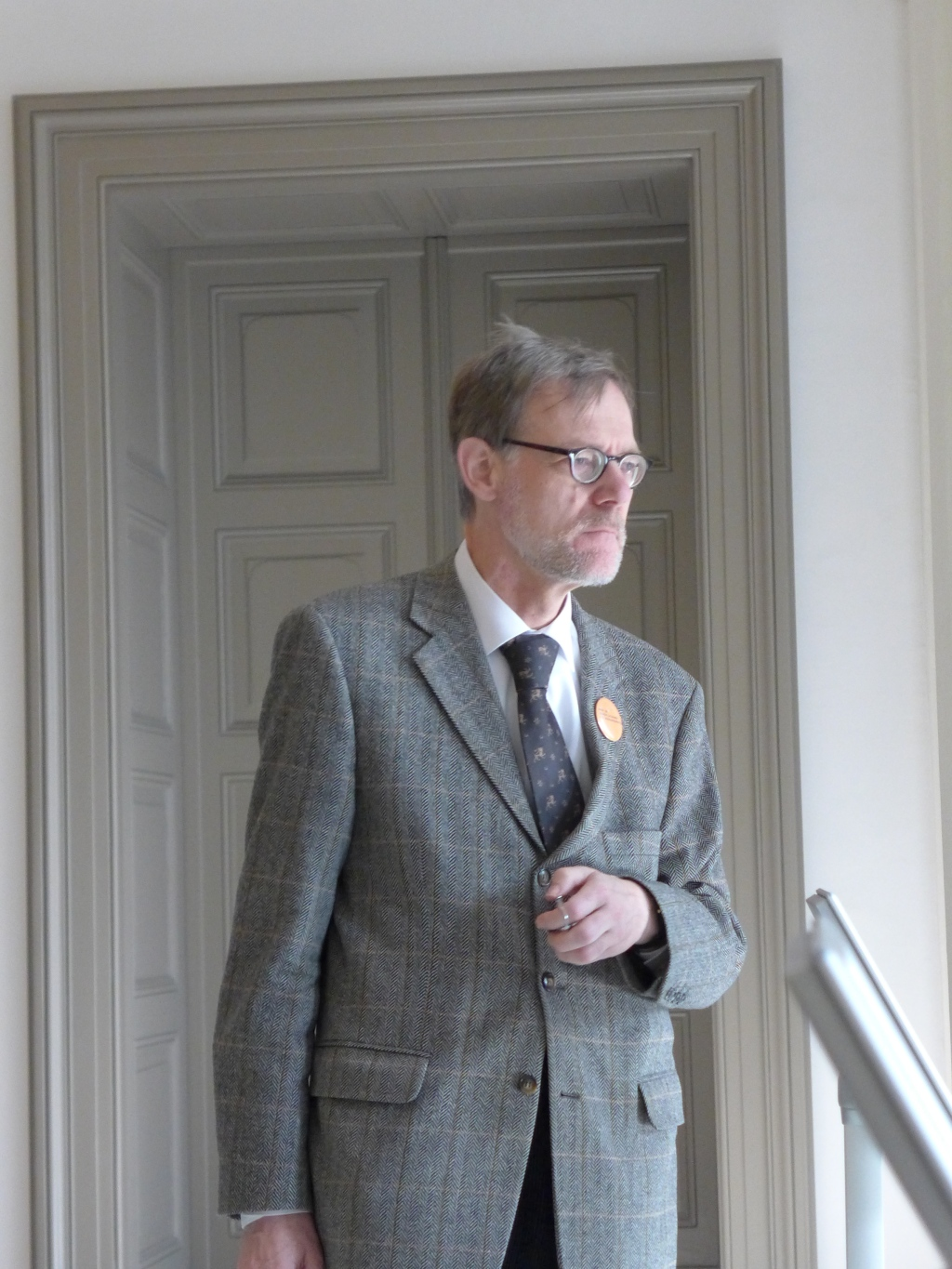
Jochen Luckhardt (2017)

Jochen Luckhardt (* 1952 in Gevelsberg) ist ein deutscher Kunsthistoriker und war von 1990 bis Ende Februar 2019 Direktor des Herzog Anton Ulrich-Museums in Braunschweig.

## Leben
Von 1972 bis 1978 studierte Luckhardt Kunstgeschichte und Geschichte an der Westfälischen Wilhelms-Universität in Münster sowie an der Julius-Maximilians-Universität Würzburg. Nach seiner Promotion über Die Dominikanerkirche des Lambert Friedrich Corfey zu Münster. Studien zu Geschichte, Form und Funktion einer Ordenskirche „um 1700“ arbeitete er einige Jahre als wissenschaftlicher Angestellter, bevor er 1983 die Leitung der Abteilung Alte Malerei im Westfälischen Landesmuseum für Kunst und Kulturgeschichte übernahm. 1990 folgte schließlich die Direktorenstelle am Herzog Anton Ulrich-Museum, die er bis Ende Februar 2019 bekleidete.
Luckhardt übernahm seit 1992 verschiedene Lehraufträge, so an den Instituten für Kunstgeschichte der Technischen Universität Braunschweig und der Martin-Luther-Universität Halle-Wittenberg in Halle (Saale), wo er seit 2001 als Honorarprofessor tätig ist. Er ist darüber hinaus Mitglied mehrerer Stiftungen und Vereine, so ist er im Beirat des Braunschweigischen Geschichtsvereins und im Stiftungsrat der Stiftung Braunschweigischer Kulturbesitz. Luckhardt gab 1995 gemeinsam mit Franz Niehoff drei Ausstellungsbände zum 800. Todestag Herzog Heinrichs des Löwen heraus.
Aufgrund seiner Verdienste im Bereich der Kultur wurde Luckhardt im Juli 2019 das Verdienstkreuz Erster Klasse des Verdienstordens des Landes Niedersachsen verliehen. Der Minister für Wissenschaft und Kultur, Björn Thümler, begründete dies mit dem Hinweis auf seine Umsetzung zahlreicher Forschungsprojekte, das Wirken für die Sanierung, Erweiterung und Neuaufstellung des Herzog Anton Ulrich-Museums, das 2016 wiedereröffnet worden ist, und auf die Bestandskataloge zu fast allen Sammlungskomplexen des Museums, die Wissenschaft und Öffentlichkeit zur Verfügung gestellt worden sind.

## Schriften (Auswahl)
- Herzog Anton Ulrich-Museum Braunschweig: Die Sammlung. Deutscher Kunstverlag, München 1995, ISBN 3-422-06122-3.
- mit Franz Niehoff: Heinrich der Löwe und seine Zeit. Herrschaft und Repräsentation der Welfen 1125–1235. Katalog der Ausstellung Braunschweig 1995. 3 Bde. Hirmer, München 1995, ISBN 3-7774-6900-9.
- mit Nils Büttner: Der Krieg als Person. Herzog Christian d. J. von Braunschweig im Bildnis von Paulus Moreelse. Herzog Anton Ulrich-Museum, Braunschweig 2000, ISBN 3-922279-47-3 (Ausstellungskatalog).
- Das Herzog Anton Ulrich-Museum und seine Sammlungen. Hirmer Verlag, München 2004, ISBN 3-7774-2295-9.
- mit Regine Marth: Lockenpracht und Herrschermacht. Perücken als Statussymbol und modisches Accessoire. Ausstellung im Herzog Anton Ulrich-Museum Braunschweig, 10. Mai bis 30. Juli 2006. Koehler & Amelang, Leipzig 2006, ISBN 3-7338-0344-2.
- mit Gisela Bungarten: Welfenschätze. Gesammelt, verkauft, durch Museen bewahrt. Ausstellungskatalog Herzog Anton Ulrich-Museum, Michael Imhof Verlag, Braunschweig 2007, ISBN 978-3-86568-262-8.
- „… einer der größten Monarchen Europas?!“ – Neue Forschungen zu Herzog Anton Ulrich. Michael Imhof Verlag, Petersberg 2014, ISBN 978-3-7319-0055-9.